# Noelmina
Noelmina is een bestuurslaag in het regentschap Kupang van de provincie Oost-Nusa Tenggara, Indonesië. Noelmina telt 1460 inwoners (volkstelling 2010).